# Edwige Avice
 (juillet 2021).
Si vous disposez d'ouvrages ou d'articles de référence ou si vous connaissez des sites web de qualité traitant du thème abordé ici, merci de compléter l'article en donnant les références utiles à sa vérifiabilité et en les liant à la section « Notes et références ».
Edwige Avice, née Edwige Bertrant le 13 avril 1945 à Nevers (Nièvre), est une femme politique française.

## Biographie

### Jeunesse et formation
Ses parents sont Edmond Bertrant et Hélène Guyot. Elle épouse en 1970 Étienne Avice, cousin de Roselyne Bachelot. 
Elle est diplômée en lettres, de l'IEP de Paris (promotion 1968 voie Service Public) et de l'Institut du commerce international. 
Elle commence sa carrière au département du commerce extérieur du Crédit lyonnais puis au cabinet du directeur général des Hôpitaux de Paris.

### Années 1970
Membre du Parti socialiste et du courant CERES (Chevènement) elle devient, le 1er octobre 1978, députée de Paris à la faveur d'une élection partielle qu'elle remporte contre le RPR sortant Christian de La Malène, dont l'élection a été invalidée par le Conseil constitutionnel le 24 juillet 1978. 
Elle devient membre de la commission de la défense et des forces armées de l'Assemblée nationale. Elle est ainsi, avec Marie Jacq, l'une des deux seules élues du groupe socialiste.

### Années 1980
Après la victoire de François Mitterrand, elle est nommée ministre déléguée à la Jeunesse et aux Sports auprès du ministre du Temps Libre, André Henry. Elle est réélue dans la foulée députée du 14e arrondissement de Paris. En mars 1983, elle est tête de liste de l'Union de la gauche dans le même arrondissement et est élue conseillère de Paris. Dans le 3e gouvernement Mauroy, elle devient ministre déléguée au Temps libre, à la Jeunesse et aux Sports. De ces trois années au ministère de la Jeunesse et des Sports, elle laisse la « loi Avice ».
Elle est nommée secrétaire d'État auprès du ministre de la Défense (Charles Hernu puis Paul Quilès) dans le gouvernement Fabius. Elle suit particulièrement l'enseignement militaire et le service national et tente de faire passer dans la société « l'esprit de défense ». En mars 1986, elle est réélue députée de Paris en 5e position sur la liste Jospin.
En juin 1988, elle est parachutée dans l'Isère après sa nomination comme ministre déléguée auprès du ministre des Affaires étrangères (Roland Dumas). Elle est élue députée, mais en octobre 1988, elle est battue aux cantonales. En mai 1991, dans le gouvernement Cresson, elle est promue ministre de la Coopération et du Développement. En avril 1992, elle quitte le gouvernement puis en 1993 elle est sévèrement battue aux législatives dans l'Isère. 

### Années 1990 et 2000
Depuis plusieurs années, elle s'était éloignée du courant CERES (devenu Socialisme et République) ; ainsi, elle approuve la guerre du Golfe et l'engagement français derrière les Américains (janvier 1991), milite pour le oui au traité de Maastricht (1992) et refuse de quitter le Parti socialiste pour le MDC en 1993.
Depuis 1993, elle travaille dans le privé mais continue à faire de la politique, non plus comme ministre ou parlementaire, mais comme experte ou conseillère.
De 1993 à 2005, elle est présidente-directrice générale de la Financière de Brienne et de Brienne Conseil. En 1997, elle est chargée de mission auprès du ministre de la Défense - Alain Richard - sur le tissu européen des PME/PMI des secteurs de la défense, de l'aéronautique et de l'espace. En 1998, elle fonde le Club Paris Citoyen et devient membre du Conseil économique, social et culturel du PS.
Elle préside également le CNAPS (Conseil national des activités physiques et sportives) depuis 2001 et est membre du Comité économique de défense depuis 1999 (elle le présida de 1999 à 2003). Elle est aujourd'hui directrice associée du BIPE (fournisseurs des analyses économiques).
Nommée chevalier dans l'ordre national de la Légion d'honneur le 20 novembre 1998, par le gouvernement de Lionel Jospin, Edwige Avice est promue au grade d'officier par Nicolas Sarkozy (11 avril 2009 - promotion de Pâques), au titre du ministère de la Santé et des Sports, puis commandeur le 26 septembre 2016. Enfin, elle est promue à la dignité de grand officier le 14 juillet 2021.

## Décorations
- Grande officière de la Légion d'honneur (2021[6])